# هوراس فلچر (بازیکن فوتبال)
هوراس فلچر (انگلیسی: Horace Fletcher؛ 1876 – september 1931 (aged 54)) بازیکن فوتبال اهل بریتانیا بود.
از باشگاه‌هایی که در آن بازی کرده‌است می‌توان به باشگاه فوتبال لینکولن سیتی اشاره کرد.